# Сангушко, Анна Екатерина
Анна Екатерина Сангушко (в замужестве — Радзивилл; 1676, Раков — 1746, Белая Подляская) — хозяйственный и государственный деятель Великого княжества Литовского, староста члухувская (1719—1743). Жена Кароля Станислава Радзивилла с 1692 года. После смерти мужа активно занималась хозяйственной деятельностью и меценатством.

## Биография
Происходила из княжеского рода Сангушек. Старший ребёнок королевского дворянина и старосты суражского Иеронима Сангушко (1651—1684) и Констанции Сапеги (1651—1691), дочери гетмана великого литовского и воеводы виленского Павла Яна Сапеги. Её младшие братья Казимир Антоний Сангушко (1677—1706) получил должность маршалка надворного литовского, а Павел Кароль Сангушко (1680—1750) стал маршалком великим литовским. Она воспитывалась при дворе королевы Речи Посполитой Мари Казимиры де Лагранж д’Аркьен.

### Брак с Каролем Станиславом Радзивиллом
Существует легенда о браке Анны Екатерины и Кароля Станислава Радзивилла, согласно которой Радзивилл полюбил девушку простого происхождения — несвижскую мещанку Марию. Его мать Катажина Собеская была против того, чтобы он женился на девушке, которая намного ниже его по своему положению, поэтому Катажина срочно стала искать невесту своему сыну. В итоге она смогла организовать брак своего сына и Анны Екатерины, воспитывавшейся при дворе королевы, приходившейся Катажине Собеской подругой. Свадьба состоялась в 1692 году. В назначенный день Катажина велела сыну Каролю празднично одеться и прийти в костёл — там должно было состояться чьё-то венчание. То же распоряжение было передано и Анне Сангушко. Ничего не подозревающие молодые люди прибыли в Несвижский храм в назначенное время, где уже собралась многочисленная толпа родственников и знати. Анну и Кароля разместили рядом. Когда ксёндз начал венчальную литургию и молодые люди услышали свои имена в качестве новобрачных, было уже поздно что-то менять. Так произошла их свадьба. Бывшая возлюбленная Радзивилла мещанка Мария остаток жизни провела в несвижском бенедиктинском монастыре. Больше Радзивилл и Мария не видели друг друга. Позднее по этой истории заезжий музыкант написал произведение «Ave Maria».
Анна Екатерина родила Каролю Станиславу Радзивиллу 12 совместных детей. В 1719 году Кароль Станислав Радзивилл умер, его жена осталась вдовой в 43 года. После смерти мужа она поселилась в городе Белая.

### Хозяйственная деятельность
На момент смерти Кароля Станислава Радзивилла, его семья находилась в состоянии финансового краха. Теперь его жене нужно было исправить это положение.

#### Расширение своих владений
Анна Екатерина смогла вернуть в своё подданство Нойбургские поместья.

#### Строительство и изменения
В 1720 году Анна Екатерина начинает восстанавливать свой замок в городе Белая. Она тратит большие деньги на ремонт окон и приобретение строительных материалов.
До 1722 году было отстроено здание нового фольварка возле замка. Помимо этого, были полностью перестроены мельница и конюшня. В самом комплексе сделали новые окна и двери. Были частично обновлены крыши дворца и башен, а также деревянные ворота главной башни.
В замке были сделаны стилистические изменения. В интерьер замка были добавлены черты барокко. Это выразилось в переносе оконных проёмов, которые не соответствовали барочной композиции интерьера в появлении 17 портретов.
Также дворец Радзивиллов в Варшаве был перестроен по приказу Анны Екатерины.

#### Открытие различных предприятий
Желая извлечь большой доход из своей хозяйственной деятельности, Анна Екатерина открыла ряд мануфактур, которые производили по новой, на то время, европейской технологии изделия из стекла, фаянс и фарфор. Произведённые вещи успешно продавалась. Более того, они предоставляли предметы декоративно-прикладного искусства двору своей хозяйки.
Так, мануфактуры, производившие изделия из стекла, работали в Налибоках и Уречье. У Анны Екатерины были также и мануфактуры, которые производили ковры и обои в Белой, Кореличах, Несвиже. В Белой существовала также суконная мануфактура, а около 1727 года была открыта фарфоровая мануфактура. В Белой также производились кареты, часы, мебель и т. д. В 1737—1741 годах в Невели было создано предприятие по литью котлов. В 1741 году в Уречье начали производить фарфор.
Мастерские в Белой и Янкевичах производили бильярдные кии, табакерки, жетоны для игры, вазы. Ювелирная мастерская в Белой производила различные украшения, драгоценные сабли и т. д.

### Работа с библиотеками
Необходимо отметить, что в результате деятельности Анны Екатерины библиотеки в Несвиже и Белой были значительно расширены. Она активно пополняла своё несвижское книжное собрание своей домашней библиотеки из Белой. Там были собраны книги на самые разные темы. По приказам хозяйки библиотека неоднократно пополнялась новыми книгами, проводились описи, составлялись каталоги архивных и книжных собраний. Там можно было найти книги по истории и политической географии, истории церкви, по экономике, законодательные документы и юридические трактаты. Собрание из бельской библиотеки вошло в библиотеку Несвижской ординации как особый раздел.

### Религиозная деятельность
В 1743 году в деревне Нова-Воля Анна Екатерина основала униатскую церковь в честь Рождества Божьей Матери. В 1730 году финансировала коронацию Жировичской иконы Божьей Матери.

### Прочая деятельность
По приказу Анны Екатерины в её владениях были открыты школы, в которых готовили художников и ремесленников. Она способствовала строительству в своих землях мостов, мельниц, дорог, а также привозу и разведению животных голландских пород. Анна Екатерина поспособствовала созданию в Белой монахинями госпиталя и школы для сирот.